# Brachyrhopala solomonis
Brachyrhopala solomonis är en tvåvingeart som beskrevs av Clement 2000. Brachyrhopala solomonis ingår i släktet Brachyrhopala och familjen rovflugor. Inga underarter finns listade i Catalogue of Life.